# Теа Леоні
Теа Леоні (англ. Téa Leoni; нар. 25 лютого 1966, Нью-Йорк, США) — американська акторка, модель та продюсерка. Посол доброї волі ЮНІСЕФ (з 2006).

## Біографія
Народилася у Нью-Йорку, США в родині лікарки-дієтологині Емілі Паттерсон та юриста Ентоні Панталеоні. Прадід по батьківській лінії був братом відомого політичного діяча та економіста Маффео Панталеоні. Бабуся Геленка Панталеоні та дядько Генк Патерсон були акторами. Після закінчення The Brearley School в Нью-Йорку та The Putney School у Вермонті Леоні кілька років вивчала психологію в Коледжі Сари Лоуренс, потім полишила навчання заради мандрів.
З 2006 — Посол доброї волі ЮНІСЕФ. ЇЇ бабуся Геленка Панталеоні (англ. Helenka Pantaleoni, 1900—1987) була співзасновницею Фонду ЮНІСЕФ у США та очолювала його 25 років.

## Кар'єра
У кінці 1980-х знялась у популярній мильній опері «Санта-Барбара». Перша роль у кіно у 1991 — зіграла в американській стрічці «Кара небесна», після цього знялась у другорядній ролі в драмі «Їх власна ліга» (1992).
У 1995 виконала головну жіночу роль у комедійному бойовику «Погані хлопці». З того ж року почала грати скандальну Нору Вайлд у ситкомі «Гола правда». Шоу протрималось в ефірі три сезони (1995—1998). Після нього Леоні виконувала головну роль у «Зіткнення з безоднею» (1998) та у сімейній комедії «Сім'янин» (2000) з Ніколасом Кейджем, за роботу в якій отримала премію «Сатурн». У 2001 році знялася в «Парку Юрського періоду 3», у 2002 — у фільмі Вуді Аллена «Голлівудський фінал» (англ. Hollywood Ending) та разом із Аль Пачино і Кім Бейсінгер — у фільмі «Потрібні люди» (англ. People I Know). У 2004—2005 роках Тео Леоні знялася у розважальних комедіях «Іспанська англійська» (англ. Spanglish) з Адамом Сендлером та «Аферисти Дік та Джейн розважаються» (англ. Fun with Dick and Jane) з Джимом Керрі.
Після періоду другорядних ролей у кіно та на телебаченні акторка отримала головну — у драматичному серіалі «Державний секретар» (2014—2019) про жінку-політикиню.
Наприкінці 2019 року була анонсована участь Теа Леоні в анімаційному фільмі «Під загрозою» (англ. Endangered).

## Особисте життя
Перший шлюб (1991—1995) був із телевізійним продюсером Нілом Джозефом Тардіо молодшим (англ. Neil Joseph Tardio, Jr.).
Удруге одружилася з Девідом Духовни у травні 1997 після двох місяців стосунків. Народила доньку Медолін Вест (англ. Madelaine West, 13.04.1999) та сина Кіда Міллера (англ. Kyd Miller, 15.06.2002). У жовтні 2008 пара повідомила, що живе окремо вже кілька місяців. У червні 2011 пара знову об'єдналася, 2014-го офіційно розлучилася після 17 років шлюбу.
З грудня 2014 акторка зустрічається з Тімом Дейлі, з яким знімалася в серіалі «Державний секретар».

## Фільмографія

### Фільми
| Рік  | Назва                                | Оригінальна назва              | Роль                          | Примітки  |
| ---- | ------------------------------------ | ------------------------------ | ----------------------------- | --------- |
| 1991 | «Кара небесна»                       | Switch                         | Коні                          |           |
| 1992 | «Їх власна ліга»                     | A League of Their Own          | гравчиня команди Рейсін       |           |
| 1994 | «Фальшива конкурсантка»              | The Counterfeit Contessa       | Джина Леонардо Нардіно        | телефільм |
| 1994 | «Ваєтт Ерп»                          | Wyatt Earp                     | Саллі                         |           |
| 1995 | «Погані хлопці»                      | Bad Boys                       | Джулі Мотт                    |           |
| 1996 | «Біда біду тягне»                    | Flirting with Disaster         | Тіна                          |           |
| 1998 | «Зіткнення з безоднею»               | Deep Impact                    | Дженні Лернер                 |           |
| 1998 | «В раю не годують рибою»             | There's No Fish Food in Heaven | Лендін                        |           |
| 2000 | «Сім'янин»                           | The Family Man                 | Кейт Рейнольдс                |           |
| 2001 | «Парк Юрського періоду 3»            | Jurassic Park III              | Аманда Кірбі                  |           |
| 2002 | «Потрібні люди»                      | People I Know                  | Джиллі Гоппер                 |           |
| 2002 | «Голлівудський фінал»                | Hollywood Ending               | Еллі                          |           |
| 2004 | «Таємниці минулого»                  | House of D                     | місіс Воршо                   |           |
| 2004 | «Іспанська англійська»               | Spanglish                      | Дебора Класкі                 |           |
| 2005 | «Аферисти Дік та Джейн розважаються» | Fun with Dick and Jane         | Джейн Гарпер                  |           |
| 2007 | «Убий мене»                          | You Kill Me                    | Лорен Пірсон                  |           |
| 2008 | «Місто привидів»                     | Ghost Town                     | Гвен, хірургиня               |           |
| 2009 | «Запах успіху»                       | The Smell of Success           | Розмарі Роуз                  |           |
| 2011 | «Весна/Осінь»                        | Spring/Fall                    | Марго                         | телефільм |
| 2011 | «Як обікрасти хмарочос»              | Tower Heist                    | Спеціальна агентка Клер Денем |           |

### Серіали
| Рік       | Назва                | Оригінальна назва | Роль             | Примітки                              |
| --------- | -------------------- | ----------------- | ---------------- | ------------------------------------- |
| 1989      | «Санта-Барбара»      | Santa Barbara     | Ліза ДіНаполі    | 6 епізодів                            |
| 1992–1993 |                      | Flying Blind      | Алісія           | 22 епізоди                            |
| 1995      | «Фрейзер»            | Frasier           | Шейла            | Епізод: «The Show Where Sam Shows Up» |
| 1995–1998 | «Гола правда»        | The Naked Truth   | Нора Вайлд       | 51 епізод                             |
| 2000      | «Цілком таємно»      | The X-Files       | Камео            | Епізод: «Hollywood A.D.»              |
| 2014–2019 | «Державний секретар» | Madam Secretary   | Елізабет МакКорд | 120 епізодів                          |